# Oliver von Knebel Doeberitz
Oliver von Knebel Doeberitz, geb. Lindner (* 2. Januar 1975 in Werdau; † 17. Februar 2023 in Berlin), war ein deutscher Anglist und Professor für Britische Kulturstudien an der Universität Leipzig. Er war ab November 2022 Vorsitzender der German Association for the Study of British Cultures (BritCult).

## Biografie
Oliver von Knebel Doeberitz (geborener Oliver Lindner) studierte von 1994 bis 2000 Deutsch und Englisch auf Lehramt für Gymnasien an der Universität Leipzig. Im Jahr 2003 promovierte er ebenda bei Elmar Schenkel mit einer Arbeit über Raum in der spätviktorianischen Science Fiction. Bis 2007 war er noch wissenschaftlicher Mitarbeiter am Institut für Anglistik der Philologischen Fakultät, danach nahm er Vertretungsprofessuren an der Katholischen Universität Eichstätt (2007) und der Universität Regensburg (2007/2008) wahr. Anschließend war er von 2008 bis 2011 Akademischer Rat an der Universität Bayreuth. Währenddessen erwarb er 2009 die Venia legendi an der Gottfried Wilhelm Leibniz Universität Hannover. 2011 folgte er einem Ruf an die Christian-Albrechts-Universität zu Kiel, wo er Professor für das didaktische Fach Englisch als Fremdsprache war; ab 2015 war er Professor für British Cultural Studies an der Universität Leipzig. Seit 2016 war er Studiendekan bzw. Prodekan der Philologischen Fakultät der Universität.
Knebel Doeberitz’ Forschungen über die Geschichte und Kulturen der Britischen Inseln sowie postkolonialer Räume umfasste folgende Schwerpunkte: Adaptionsforschung, Kultur der Schwarzen Briten, Indien, Komödien, Kultur des 18. Jahrhunderts, Musikvideos und Stadtkultur (insbesondere von London). In dem von der DFG geförderten Forschungsprojekt „Adaptionen von Robinson Crusoe in der anglophonen Literatur und Populärkultur im 21. Jahrhundert“ bündelte er mehrere seiner Forschungsinteressen.
Nach seinem plötzlichen Tod beschreibt die Rektorin Eva Inés Obergfell der Universität Leipzig ihn mit den Worten „Professor Oliver von Knebel Doeberitz war ein ausgezeichneter akademischer Lehrer, seinen Studierenden stets zugewandt und ein hervorragender Wissenschaftler.“

## Schriften (Auswahl)
Monografien
- ‘Solitary on a continent’. Raumentwürfe in der spätviktorianischen Science-Fiction (= Echo. Band 7), Georg Olms Verlag, Hildesheim [u. a.] 2005, ISBN 3-487-12946-9 (zugleich: Dissertation, Universität Leipzig, 2003).[5]
- ‘Matters of blood’. Defoe and the cultures of violence (= Anglistische Forschungen. Band 408), Universitätsverlag Winter, Heidelberg 2010, ISBN 978-3-8253-5712-2 (zugleich: Habilitationsschrift, Universität Hannover, 2009).

Herausgeberschaften
- Teaching India. Winter, Heidelberg 2008, ISBN 978-3-8253-5504-3.
- mit Rainer Emig: Commodifying (Post)colonialism. Othering, Reification, Commodification and the New Literatures and Cultures in English (= Cross/Cultures. Band 127). Rodopi, Amsterdam/New York 2010, ISBN 978-90-420-3226-2.
- mit Pascal Nicklas: Adaptation and Cultural Appropriation. Literature, Film, and the Arts (= Spectrum Literaturwissenschaft. Band 27). De Gruyter, Berlin/Boston 2012, ISBN 978-3-11-027205-5.
- mit Ralf Schneider: London post-2010 in British Literature and Culture (= Spatial Practices. Band 24). Brill Rodopi, Leiden/Boston 2017, ISBN 978-90-04-34399-3.
- mit Cecile Sandten und Indrani Karmakar: Contemporary Indian English Literature. Contexts – Authors – Genres – Model Analyses. Narr Francke Attempto, Tübingen 2024, ISBN 978-3-8233-8591-2.